# Lagord
 Lagord  es una población y comuna francesa, situada en la región de Poitou-Charentes, departamento de Charente Marítimo, en el distrito de La Rochelle y cantón de La Rochelle-9.

## Demografía
| 794                       | 731 | 808 | 875 | 963 | 937 | 960 | 946 | 971 | 977 | 721 | 758 | 727 | 729 | 790 | 876 | 860 | 804 | 926 | 966 | 905 | 1 010 | 1 049 | 1 153 | 1 238 | 1 334 | 1 635 | 2 906 | 4 125 | 4 061 | 5 056 | 5 287 | 6 456 | 7 054 |
| (Fuente: Cassini e INSEE) |     |     |     |     |     |     |     |     |     |     |     |     |     |     |     |     |     |     |     |     |       |       |       |       |       |       |       |       |       |       |       |       |       |